# Michael Funke
Michael Funke (ur. 26 września 1969 roku w Meerbusch) – niemiecki kierowca wyścigowy.

## Kariera wyścigowa
Funke rozpoczął karierę w międzynarodowych wyścigach samochodowych w 1998 roku od startów w German Touring Car Challenge oraz w Niemieckim Pucharze Porsche Carrera. Z dorobkiem odpowiednio 421 i 5 punktów uplasował się tam odpowiednio na czwartej i dwudziestej pozycji w klasyfikacji generalnej. W późniejszych latach Niemiec pojawiał się także w stawce DMSB Produktionswagen Meisterschaft, European Touring Car Championship, World Touring Car Championship, ADAC GT Masters oraz 24h Nürburgring.
W World Touring Car Championship Niemiec wystartował w sześciu wyścigach sezonu 2005 z niemiecką ekipą Hotfiel Sport. W drugim wyścigu niemieckiej rundy uplasował się na dziesiątej pozycji, co było jego najlepszym wynikiem w mistrzostwach.